# Pachylibunus
Pachylibunus is een geslacht van hooiwagens uit de familie Gonyleptidae.
De wetenschappelijke naam Pachylibunus is voor het eerst geldig gepubliceerd door Roewer in 1913. 

## Soorten
Pachylibunus omvat de volgende 4 soorten:
- Pachylibunus armatissimus
- Pachylibunus gomesianus
- Pachylibunus grandis
- Pachylibunus hamatus